# Bunodactis patagoniensis
Bunodactis patagoniensis is een zeeanemonensoort uit de familie Actiniidae.
Bunodactis patagoniensis is voor het eerst wetenschappelijk beschreven door Carlgren in 1899.